# Koprivnica (Kroatië)
Koprivnica  (Hongaars: Kapronca , Duits: Kopreinitz) is een stad in centraal Kroatië met 30.994 inwoners, tevens hoofdstad van  de provincie Koprivnica-Križevci. Koprivnica ligt vlak bij de Kroatisch-Hongaarse grens, aan de rivier de Drava.
De geschiedenis van Koprivnica lijkt op die van het nabijgelegen Varaždin: de stad wordt voor het eerst genoemd in 1272, in een document van Ladislaus IV van Hongarije. In 1356 wordt het door Lodewijk I van Hongarije uitgeroepen tot vrije stad, waarna de stad floreerde als handelspost.
In de 16e eeuw was de stad onderdeel van het militaire front, de versterkte zuidgrens van Oostenrijk-Hongarije in diverse oorlogen tegen de Ottomanen. Vanaf 1765 werd het dankzij ene decreet van Maria Theresia van Oostenrijk weer een rustige handelsstad.
Koprivnica groeide sterk in de twintigste eeuw als gevolg van een groeiende levensmiddelenindustrie.

## Sport
De lokale voetbalclub van de stad is NK Slaven Belupo Koprivnica. Deze club komt sinds 1997 uit op het hoogste niveau van Kroatië.

## Geboren
- Ivan Brkić (1995), voetballer
- Toni Domgjoni (1998), Kosovaars voetballer